# Benigno Dalmazzo
Benigno Dalmazzo (né le 5 janvier 1895 et mort le 1er juillet 1916 à Monte Interrotto en Italie) était un footballeur italien, qui évoluait au poste d'attaquant.

## Biographie
Durant sa carrière, il n'a joué que dans le club piémontais de la Juventus FC durant six saisons. 
Il fait ses débuts contre le Piemonte Football Club le 12 février 1911 lors d'un match nul 1-1, et joue sa dernière partie contre le Modène FC le 20 février 1916 lors d'un match nul 1-1. Il a au total marqué 20 buts en 40 matchs pour les bianconeri.
Au moment de l'entrée en guerre de l'Italie en 1915, Dalmazzo s'engage en tant que volontaire, trouvant la mort au cours du conflit.

## Statistiques
| Saison         | Club           | Championnat     | Championnat | Championnat |
| Saison         | Club           | Compétition     | Matchs      | Buts        |
| -------------- | -------------- | --------------- | ----------- | ----------- |
| 1910-1911      | Juventus       | Prima categoria | 3           | 0           |
| 1911-1912      | Juventus       | Prima categoria | 2           | 0           |
| 1912-1913      | Juventus       | Prima categoria | 1           | 0           |
| 1913-1914      | Juventus       | Prima categoria | 22          | 13          |
| 1914-1915      | Juventus       | Prima categoria | 10          | 7           |
| 1915-1916      | Juventus       | Coppa Federale  | 2           | 0           |
| Total Juventus | Total Juventus |                 | 40          | 20          |
| Total carrière | Total carrière |                 | 40          | 20          |